# Rainer Burkard
Rainer Ernst Burkard (Graz, 28 de janeiro de 1943) é um matemático austríaco, especializado em otimização discreta e suas aplicações.

## Formação e carreira
Rainer Burkard, filho mais velho de Otto Burkard, cresceu em Graz e desde 1962 estudou matemática e física na Universidade de Graz e na Universidade de Viena. Obteve um doutorado em 1967 na Universidade de Viena sob a orientação de Edmund Hlawka, com a tese Zur gleichmaessigen Gleichverteilung modulo Delta. Em seguida trabalhou como assistente no Instituto de Matemática Aplicada da Universidade de Graz, onde obteve a habilitação em 1971. Após estadias na Universidade de Colônia e na Universidade de Bonn, Burkard foi nomeado para uma cadeira de matemática aplicada na Universidade de Colônia em 1973. Nos anos que se seguiram montou um dos primeiros grupos de trabalho alemães para otimização discreta. Em 1981, Burkard aceitou uma cátedra na Universidade Técnica de Graz, onde lecionou matemática de 1981 a 2011. De 1993 a 1996 foi decano da Faculdade de Ciências Técnicas e Naturais da Universidade Técnica de Graz. É professor emérito desde outubro de 2011.

## Prêmios e condecorações
Rainer Burkard recebeu o Prêmio da Sociedade Austríaca de Matemática de 1972. Em 1998 foi eleito membro honorário da Academia de Ciências da Hungria.

## Publicações selecionadas
- Methoden der ganzzahligen Optimierung, Springer Wien, 1972
- com Ulrich Derigs: Assignment and Matching Problems: Solution Methods with FORTRAN-Programs. Lecture Notes in Economics and Mathematical Systems, Volume 184, Berlin-New York: Springer 1980.
- Graph Algorithms in Computer Science. HyperCOSTOC Computer Science Volume 36, Hofbauer Publ., Wiener Neustadt, 1989.
- com Mauro Dell' Amico e Silvano Martello: Assignment Problems, SIAM, Philadelphia, 2009. ISBN 978-0-898716-63-4. Revised Reprint, SIAM, Philadelphia, 2012. ISBN 978-1-611972-22-1
- com Uwe Zimmermann: Einführung in die Mathematische Optimierung. Springer Verlag Berlin-Heidelberg, 2012. ISBN 978-3-642-28672-8 (E-Book: ISBN 978-3-642-28673-5).